# حمام أنوثة غنج علي خان
حمام أنوثة غنج علي خان (بالفارسية: حمام زنانه گنجعلیخان) هو حمام تاريخي يعود إلى السلالة الصفوية، ويقع في كرمان.